# Indiana Fever 2008
La stagione 2008 delle Indiana Fever fu la 9ª nella WNBA per la franchigia.
Le Indiana Fever arrivarono quarte nella Eastern Conference con un record di 17-17. Nei play-off persero la semifinale di conference con le Detroit Shock (2-1).

## Roster
| N° | Naz.                    | Ruolo | Sportivo             | Anno | Alt. | Peso |
| -- | ----------------------- | ----- | -------------------- | ---- | ---- | ---- |
| 1  | Stati Uniti (bandiera)  | A     | Khadijah Whittington | 1986 | 185  | 84   |
| 4  | Stati Uniti (bandiera)  | G     | Doneeka Hodges       | 1982 | 175  | 73   |
| 8  | Canada (bandiera)       | C     | Tammy Sutton-Brown   | 1978 | 193  | 91   |
| 10 | Stati Uniti (bandiera)  | G     | LaToya Bond          | 1984 | 175  | 60   |
| 15 | Stati Uniti (bandiera)  | G     | Tan White            | 1982 | 170  | 70   |
| 21 | Stati Uniti (bandiera)  | GA    | Allison Feaster      | 1976 | 180  | 76   |
| 23 | Stati Uniti (bandiera)  | GA    | Katie Douglas        | 1979 | 183  | 75   |
| 24 | Stati Uniti (bandiera)  | A     | Tamika Catchings     | 1979 | 185  | 76   |
| 32 | Stati Uniti (bandiera)  | A     | Ebony Hoffman        | 1982 | 188  | 98   |
| 35 | Stati Uniti (bandiera)  | G     | Sherill Baker        | 1982 | 173  | 57   |
| 35 | Stati Uniti (bandiera)  | C     | Kasha Terry          | 1983 | 191  | 84   |
| 41 | Australia (bandiera)    | G     | Tully Bevilaqua      | 1972 | 170  | 66   |
| 43 | Stati Uniti (bandiera)  | C     | Alison Bales         | 1985 | 201  | 99   |
| 44 | Stati Uniti (bandiera)  | A     | Kristen Mann         | 1983 | 188  | 84   |
| 50 | RD del Congo (bandiera) | C     | Bernadette Ngoyisa   | 1982 | 193  | 88   |

## Staff tecnico
- Allenatore: Lin Dunn
- Vice-allenatori: Gary Kloppenburg, Jim Lewis